# Zofia Falkowska

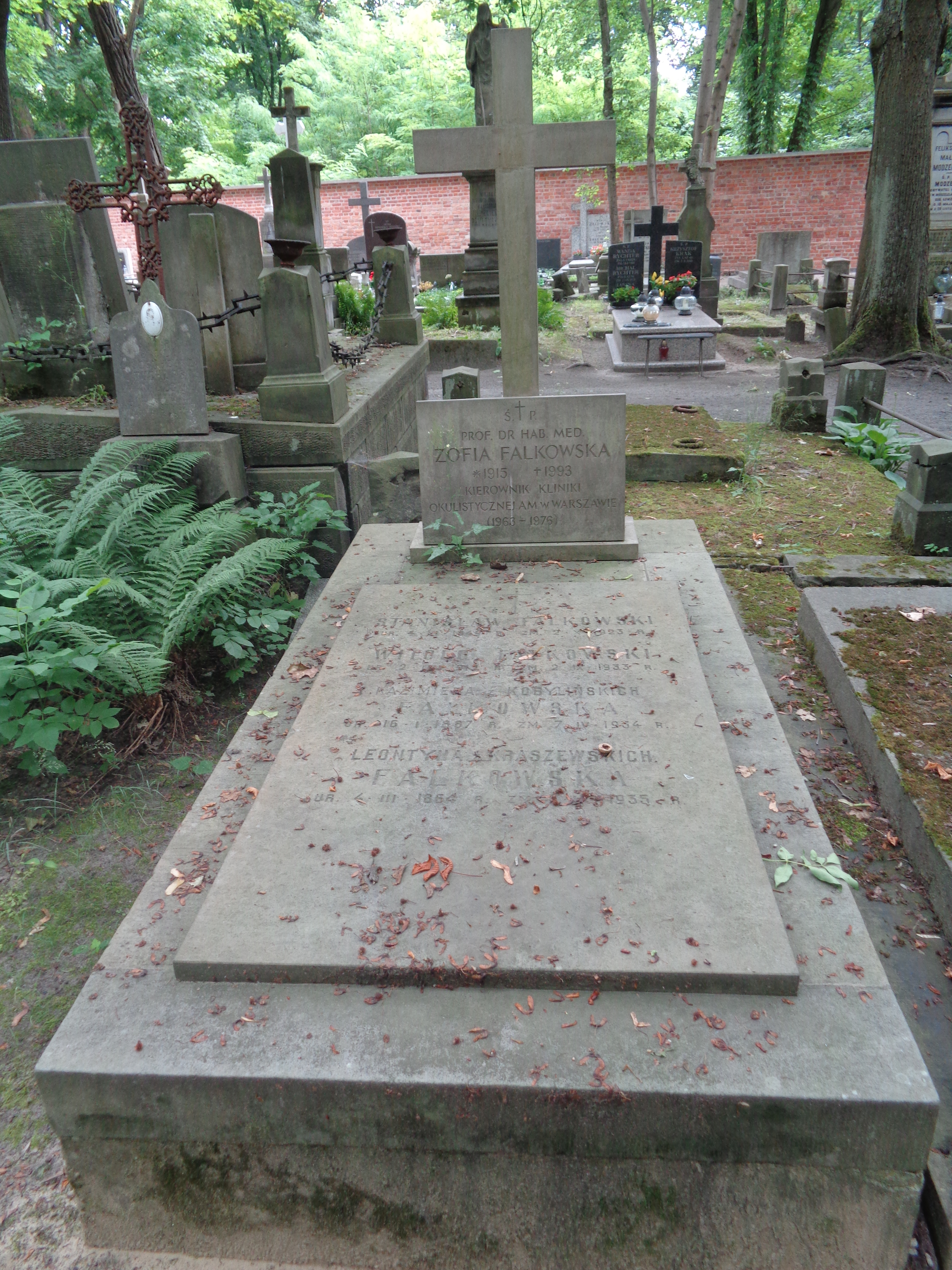
Grób Zofii Falkowskiej na cmentarzu Powązkowskim

Zofia Falkowska (ur. 2 czerwca 1915 w Twerze, zm. 30 października 1993) – profesor, doktor habilitowana, kierownik kliniki okulistycznej w Warszawie. Uczestniczka powstania warszawskiego. 

## Życiorys
Urodziła się w Twerze, w rodzinie Adolfa Falkowskiego i Kazimiery z Kobylińskich (1887–1934). Do Polski przyjechała z rodzicami w 1918. Ukończyła szkołę powszechną, następnie w 1933 Żeńskie Gimnazjum Państwowe im. J. Słowackiego w Warszawie. Studiowała na Wydziale Lekarskim Uniwersytetu Warszawskiego, dyplom lekarza medycyny uzyskała 27 maja 1939. W latach 1939–1941 odbyła staż w Szpitalu św. Ducha. Od 1941 pracowała w Klinice Ocznej UW w Szpitalu Dzieciątka Jezus jako wolontariuszka, następnie lekarz ambulatoryjny. Uczestniczyła w ruchu oporu. Brała udział w tajnym nauczaniu, prowadząc ćwiczenia. W powstaniu warszawskim jako lekarz o ps. Katarzyna działała w Śródmieściu-Południe w Oddziale „Bakcyl” (Sanitariat Okręgu Warszawskiego AK).
Od 1945 pełniła obowiązki asystenta, od 1948 starszego asystenta, w 1949 uzyskała stopień doktora medycyny na podstawie pracy Badanie cytologiczne płynu komory przedniej. W kwietniu 1955 po uzyskaniu habilitacji otrzymała tytuł docenta, w 1976 uzyskała tytuł profesora. Pod koniec lat 40. XX w., utworzyła w klinice Pracownię Widzenia Obuocznego, ze specjalnością choroby zezowej. W latach 1963–1976 była kierownikiem Katedry i Kliniki Okulistycznej i Wydziału Lekarskiego Akademii Medycznej w Warszawie, gdzie jako pierwsza w Polsce i Europie wprowadziła leczenie laserowe i utworzyła pierwszą w kraju pracownię diagnostyki ultradźwiękowej.
Zofia Falkowska jest autorką podręcznika dla studentów medycyny Okulistyka (PZWL, 1978), była współredaktorem czasopisma „Klinika Oczna” i wiceprezesem Polskiego Towarzystwa Okulistycznego.
W 1980 czynnie angażowała się w działalność społeczno-polityczną.
Pochowana na cmentarzu Powązkowskim (kwatera 183-2-19).

## Ordery i odznaczenia
- Złoty Krzyż Zasługi[3]
- Warszawski Krzyż Powstańczy
- Medal 10-lecia Polski Ludowej (13 stycznia 1955)[5]
- Odznaka 1000-lecia Państwa Polskiego[3]

## Upamiętnienie
Przedszkole z Oddziałami Integracyjnymi nr 291 w Warszawie w 1996 otrzymało imię prof. dr med. Zofii Falkowskiej, inicjatorki powstania tego przedszkola.